# Curiosavespa curiosa
Curiosavespa curiosa är en getingart som beskrevs av Alexandr Rasnitsyn 1977. Curiosavespa curiosa ingår i släktet Curiosavespa och familjen getingar. Inga underarter finns listade i Catalogue of Life.